# Adem Alkaşi
Adem Alkaşi (sinh 14 tháng 4 năm 1984 in İstanbul) là một cầu thủ bóng đá Thổ Nhĩ Kỳ thi đấu ở vị trí hậu vệ phải cho câu lạc bộ Thổ Nhĩ Kỳ Elazığspor.